# Le Contraste

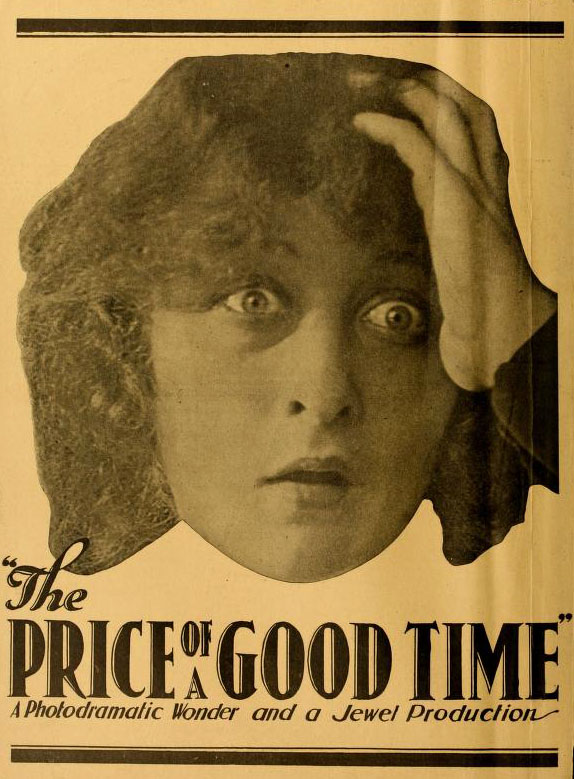
Annonce pour le film dans le magazine The Moving Picture World.

Le Contraste (The Price of a Good Time) est un film américain réalisé par Lois Weber et Phillips Smalley, sorti en 1917.

## Synopsis
Une jeune vendeuse se voit offrir un "bon moment" pendant une semaine par le fils de son employeur. Elle accepte, mais l'offre est mal comprise par son frère, qui informe les parents de la fille de son "aventure".

## Fiche technique
- Titre : Le Contraste
- Titre original : The Price of a Good Time
- Réalisation : Lois Weber et Phillips Smalley
- Scénario : Ethel Weber, Lois Weber d'après "The Whim" de Marion Orth
- Production : 	Lois Weber
- Photographie : Allen G. Siegler, Duke Hayward
- Genre : Drame[1]
- Distributeur : Universal Film Manufacturing Company
- Durée : 5 ou 6 bobines[2]
- Date de sortie :
  - États-Unis : 4 novembre 1917

## Distribution

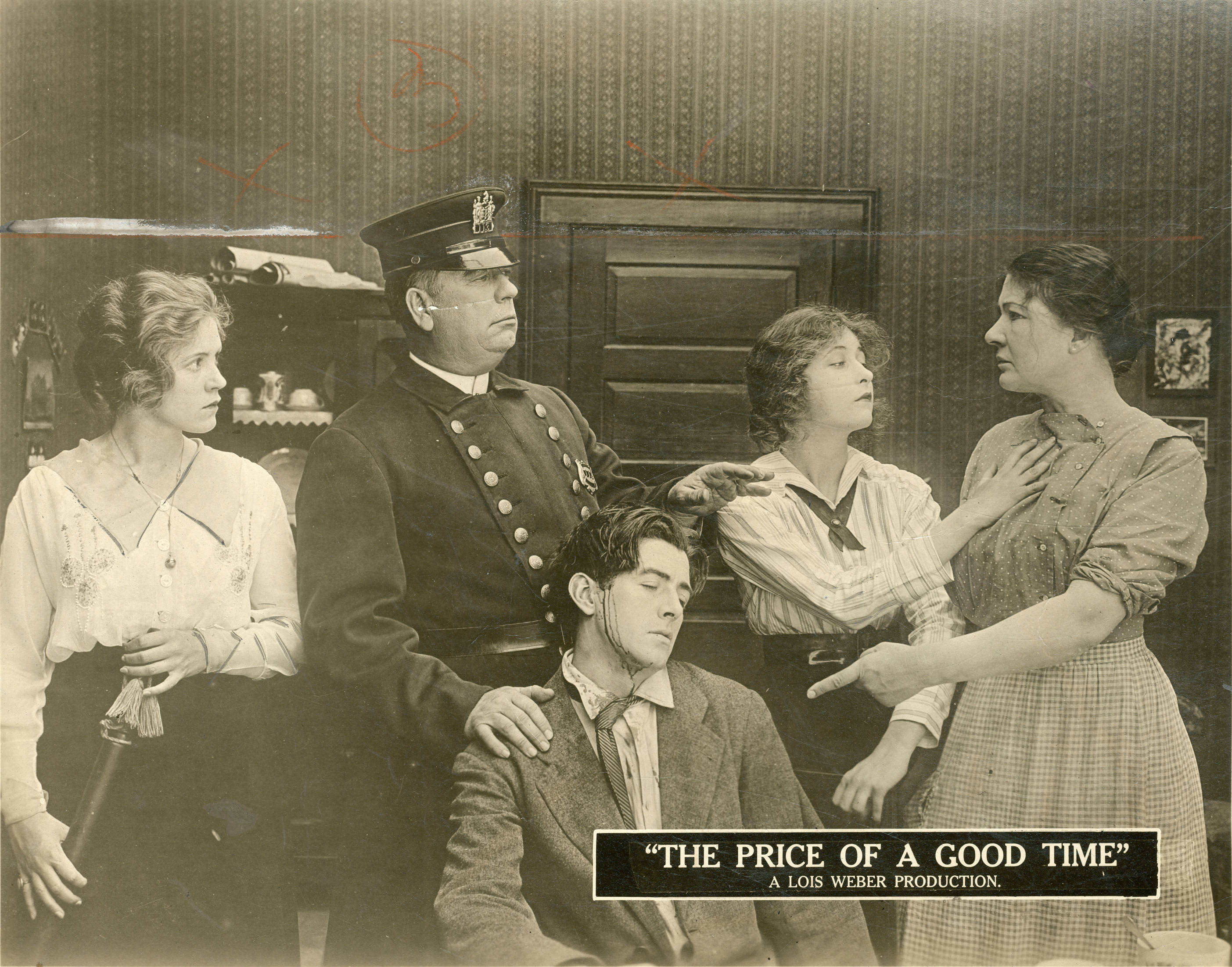
Une scène du film.

- Mildred Harris : Linnie
- Anne Schaefer : sa mère
- Helene Rosson : Molly
- Kenneth Harlan : Preston Winfield
- Alfred Allen : le père
- Adele Farrington : la mère
- Gertrude Astor : Miss Schyler